# Мельникове (Роменський район)
Мельникове (до 2016 року — Беєве-Комуна) — село в Україні, у Роменському районі Сумської області. Населення становить 18 осіб. Входить до складу Липоводолинської селищної громади.
Після ліквідації Липоводолинського району 19 липня 2020 року село увійшло до Роменського району.
До 2015 року назву Мельникове носило інше село району — сучасне село Мельники.

## Географія
Село Мельникове знаходиться на відстані 0,5 км від села Стягайлівка, в 1,5 км — села Колядинець і Колісники. По селу протікає пересихаючий струмок з загатою.

## Історія
Село постраждало внаслідок голодоморів 1923—1933 та 1946—1947 років, кількість встановлених жертв в Беєвому-Комуні — 79 людей.
До 2019 року орган місцевого самоврядування — Беївська сільська рада.

## Відомі уродженці
В селі Беєве-Комуна народився актор і режисер Академічного українського театру одного актора «Крик» (Дніпро) Народний артист України Михайло Мельник.
Батько Михайла Мельника Василь був відомим в окрузі художником, який писав картини без рук, з допомогою протезів. Його картини, виконані в національному колориті, описуючи народні обряди та звичаї, прикрашають оселі жителів навколишніх сіл. Багато картин було передано до музеїв